# Дырен эвенкийское (сельское поселение)
Се́льское поселе́ние «Дыре́н эвенки́йское» (бур. Дэрээнэй Эвенкын hомон) — муниципальное образование в Курумканском районе Бурятии Российской Федерации.
Административный центр — улус Алла.

## История
Статус и границы сельского поселения установлены Законом Республики Бурятия от 31 декабря 2004 года № 985-III «Об установлении границ, образовании и наделении статусом муниципальных образований в Республике Бурятия».

## Население
| 2002 | 2011  | 2012  | 2013  | 2014 | 2015 | 2016 |
| ---- | ----- | ----- | ----- | ---- | ---- | ---- |
| 1010 | ↗1077 | ↘1028 | ↘1020 | ↘988 | ↘958 | ↗959 |
| 2017 | 2018  | 2019  | 2020  | 2021 | 2023 | 2024 |
| ↘922 | ↘894  | ↘869  | ↘844  | ↘833 | ↘809 | ↘779 |

## Состав сельского поселения
| № | Населённый пункт | Тип населённого пункта       | Население |
| - | ---------------- | ---------------------------- | --------- |
| 1 | Алла             | улус, административный центр | ↘779      |